# Utö
No debe confundirse con otras islas con el mismo nombre.
Utö es una pequeña isla en el Mar del archipiélago, en el mar Báltico que pertenece al municipio de Väståboland. Se trata de la isla más meridional de las islas habitadas en el país europeo de Finlandia. En la isla hay una estación experimental, un faro, un puerto pequeño, un hotel, una tienda y una oficina de correos. Debido a la lejanía de la isla, la isla tiene su propia escuela local. En épocas anteriores, las Fuerzas de Defensa de Finlandia mantuvieron una pequeña estación en la isla, pero la dejaron en 2005. La isla es internacionalmente conocida por ser la primera estación de rescate del accidente de M/S Estonia de septiembre de 1994.